# 澳大利亞皇家空軍第1中隊
澳大利亞皇家空軍第1中队(英語:No. 1 Squadron)是澳大利亚皇家空军（RAAF）的飛行中队，該中隊总部设在昆士兰州的澳大利亚皇家空军基安伯利基地。它配备有波音F/A-18 E/F 超级大黄蜂 多用途战斗机。
该中队組建於1916年，在第一次世界大战期间在西奈和巴勒斯坦活动。在1917-18其指挥官主要为 理查德·威廉斯，后来他被称为「澳大利亞皇家空軍之父」。該部隊在1919年解散，在1922年澳大利亚皇家空军在紙面上重組第1中队，并在三年後重新建立为一支可用的部隊。
在第二次世界大战期间，该中队在马来亚和荷属东印度群岛的行動中飛行洛克希德哈德逊轰炸机，在1942年遭受严重的损失。下一年，這支部隊使用布里斯托尔博福特轟炸機并在1945年在荷属东印度群岛的进一步行动中換裝德哈维兰蚊式。战争结束后，第1号中队于1948年在安伯利（Amberley）重建作为一个飛行阿芙罗林肯重型轰炸机的部隊。
从1950年到1958年，它的基地設為新加坡，執行在马来亚紧急状态期間的反游擊隊任務。回到澳大利亚后該部隊換裝 堪培拉 喷气轰炸机。从1970年至1973年它使用F-4E鬼怪，作为有待交付的通用动力F-111C可變後掠翼轰炸机的替代品。 
該部隊的F-111使用了37年，直到在2010年被其替代品F/A-18F 超级大黄蜂替換。在2014-15以及2017年，部分脫離部隊的超级大黄蜂被部署到中东，作為澳州干預ISIS的國際聯軍的一部分。